# أجهور الكبرى
أجهور الكبرى إحدى قرى مركز طوخ التابع لمحافظة القليوبية بجمهورية مصر العربية، ومن أعلامها سعد حلاوة أول من قتل بسبب رفضه سياسة التطبيع بين مصر وإسرائيل.

## التاريخ
ذكرها علي مبارك في كتابه الخطط التوفيقية باسم "اجهور الورد"، حيث ذكر أنها من قرى مديرية القليوبية، وأغلب بنائها بالطوب الأحمر والمونة، وبها جامع كبير بمئذنة. كما ذكر أنها تعتمد في سقاية زراعتها على السواقي بسبب ارتفاع أرضها، وتشتهر بزراعة الورد البلدي.

## السكان
بلغ عدد سكان أجهور الكبرى 28,483 نسمة، حسب الإحصاء الرسمي لعام 2006.